# Sierra Fría
La Sierra Fría es la cordillera más sudoriental de la Sierra Madre Occidental. La sierra se extiende de norte a sur, y divide las cuencas altas del río Juchipila al oeste y del río Verde al este.
Está ubicada al norponiente del estado mexicano de Aguascalientes, dentro de los municipios de San José de Gracia, Calvillo, Rincón de Romos, Jesús María y Pabellón de Arteaga, y forma la frontera noroeste del estado de Aguascalientes y Zacatecas.
Comprende una extensión de 112,090 hectáreas de sierra y bosques atravesados por la carretera escénica La Congoja - El Temazcal, donde destacan las especies de pino, encino, cedro, madroño, fresno, entre otras. Aquí se localiza el cerro de la Ardilla, el de mayor elevación sobre el nivel del mar con una altura de 3,050 metros. La fauna predominante es venado de cola blanca, puma, pecari de collar, gato montés, cacomixtle, zorra gris, águila real, halcón peregrino, codorniz de Moctezuma, camaleón  y cascabel.
Las actividades que se pueden realizar son: campismo, excursionismo, caminatas guiadas por senderos interpretativos, observación de flora y fauna, paseos a burro, ciclismo de montaña y pesca deportiva-recreativa y cinegética (ambos con su permiso correspondiente).

## Hidrografía
Los cuerpos de agua que la atraviesan son las subcuencas de los ríos :
- Río Verde grande[5][6]
- Río Calvillo[7][8]
- Río Morcinique[9]
- Río Tlatenago[10]

## Galería

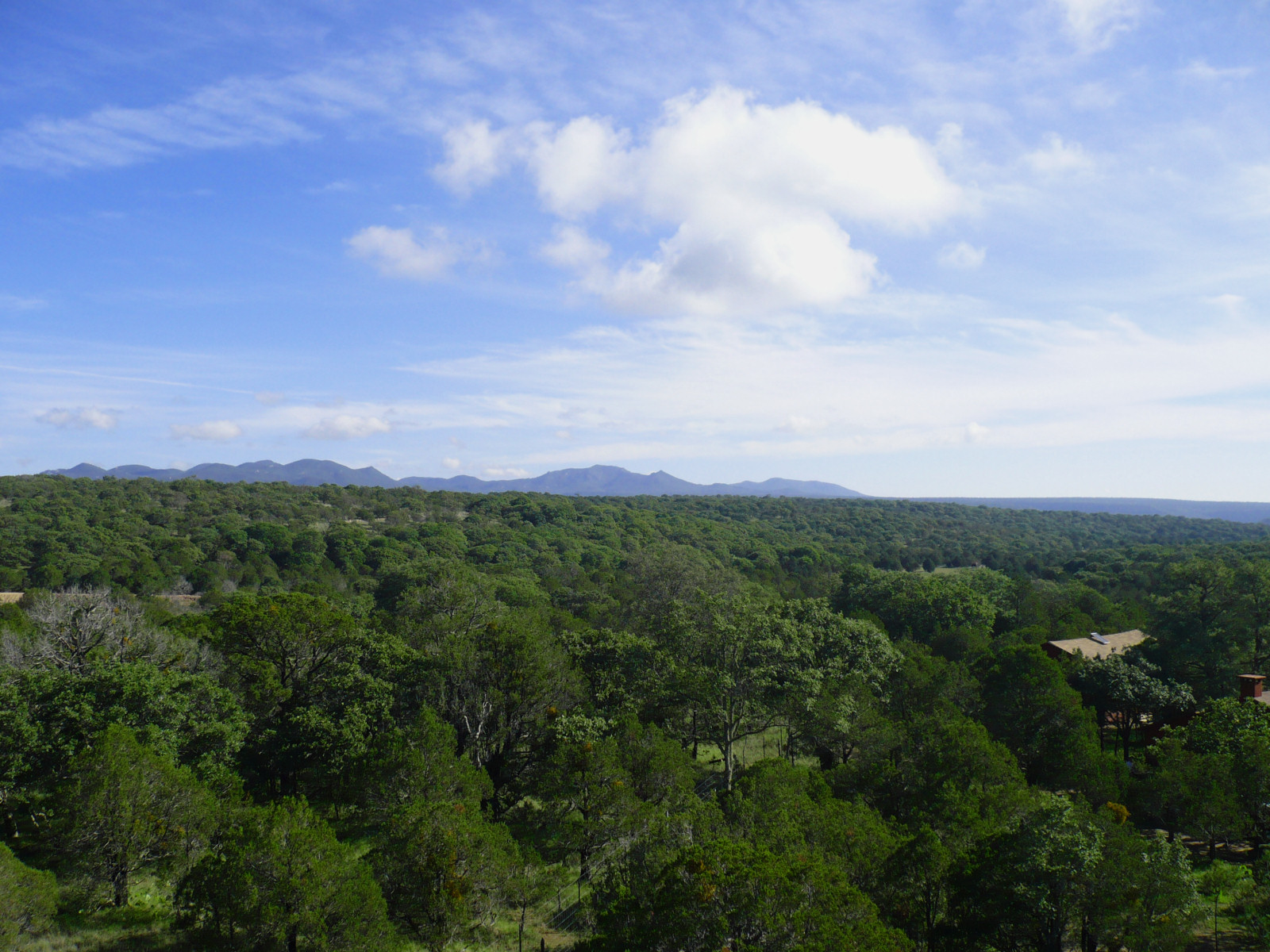
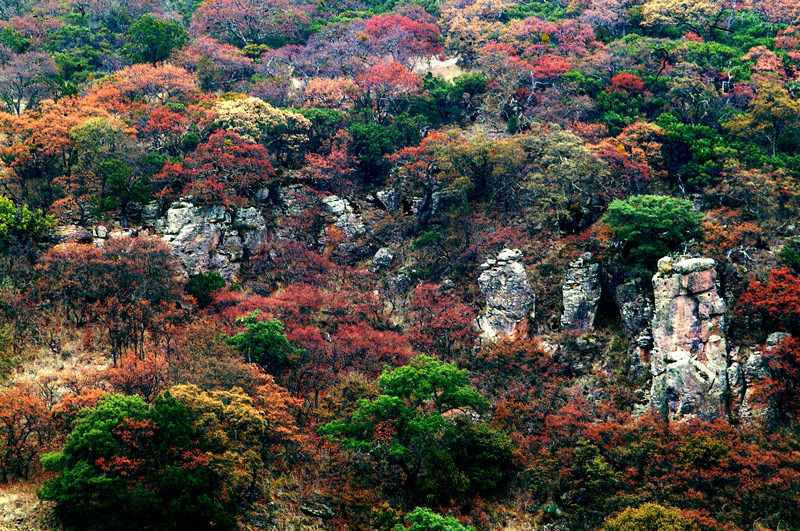
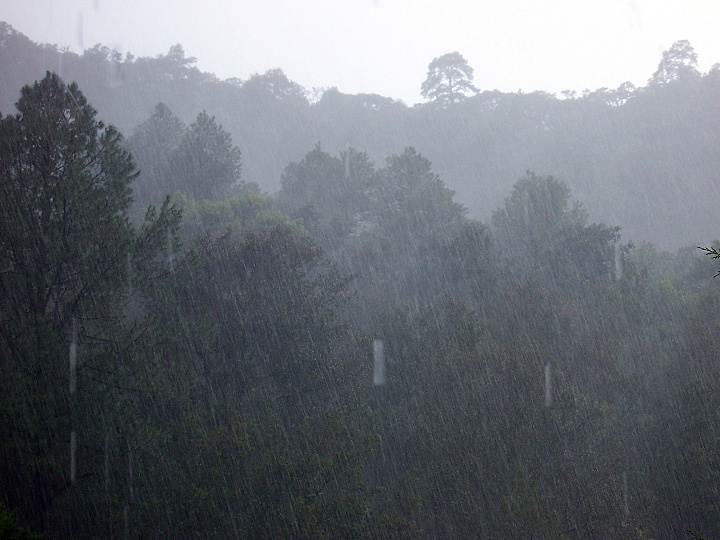
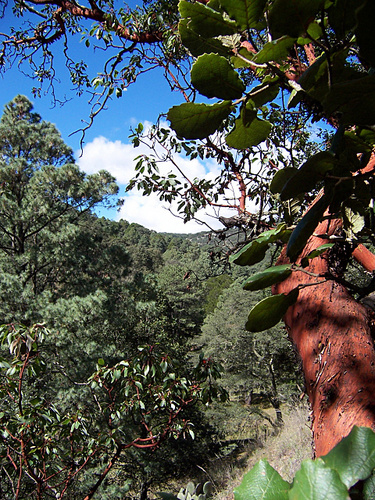